# Euproctis hemigenes
Euproctis hemigenes är en fjärilsart som beskrevs av Collenette 1932. Euproctis hemigenes ingår i släktet Euproctis och familjen tofsspinnare. Inga underarter finns listade i Catalogue of Life.